# Иберийско изкуство
Иберийското изкуство е термин, отнасящ се за специфичния художествен стил на Иберийския полуостров в древността и античността до римското завоюване на Испания.
Най-добре е изразен в разкритите скулптури от камък и бронз, защото запазените предмети от дърво и глина са малко, поради нетрайността на тези материали. Най-известните образци на иберийското изкуство са женските фигуративни каменни скулптури и малките бронзови статуетки.
Иберийските каменни скулптури са с погребална или религиозна цел. Сред тях най-значимите са дамата от Баса и дамата от Елче, които се съхраняват в Националния археологически музей на Испания в Мадрид. Интересни, и в известен смисъл уникални, са каменните статуетки на лъвове като бикът от Беласота, който е с човешка глава.
Иберийският полуостров в древността и античността е подложен на различни културни влияния, но най-вече древногръцко и финикийско. В зависимост от мястото се наблюдават големи локални различия, например повечето артефакти са съсредоточени в Испански Левант, т.е. по средиземноморското крайбрежие със свързаните области, като най-концентрирани са находките на територията на Тартес (съвпадаща приблизително с днешна Андалусия). В центъра на полуострова, на територията на Стара Кастилия, е разкрито третото важно културно огнище – т.нар. култура Коготас.
Самите иберийци, населявали в древността и античността Испанския Левант, имат свой културен облик със специфични черти на изкуството, които не могат да се отдадат на древногръцко или финикийско-пуническо влияние. Същото, но не в такава степен, важи и за южния район на Тартес, в който обаче източното влияние е по-осезаемо. В тези културни региони се долавя и опосредствено древноегипетско влияние, напримерно в скулптурите на сфинксове и грифони.

## Галерия
- Основните култури от средата на бронзовата епоха в Иберия. В зелено – група Монтелавар, в жълто – Коготас, в оранжево – Мотиляс и бронз в Леванте, в червено – Аргар, в розово – на т.нар. Бронзова епоха в Югозападна Иберия, в синьо – Култура Вила-Нова-де-Сан-Педру. На север в Аквитания е отбелязан и Артенак.
- За Иберийския полуостров в края на бронзовата епоха е характерна еволюцията на старите култури, като от север проникват и нови.